# اوتسنهاین
اوتسنهاین (به آلمانی: Utzenhain) یک شهر در آلمان است که در راین-هونسروک واقع شده‌است. اوتسنهاین ۱۲۲ نفر جمعیت دارد.